# علي سلطان (ممثل كويتي)
علي سلطان (17 أكتوبر 1953 - 18 يناير 2009)، ممثل ومؤلف ومخرج كويتي.

## عن حياته
هو والد المغني بشار سلطان صاحب أغنية «القلب المحتاس». بدأ مشواره الفني في نهاية سبعينات القرن العشرين. وكانت بداية بروزه خلال مسرحية «دار» التي عرضت في يناير 1980، وقد تخرج من قسم التمثيل والإخراج في المعهد العالي للفنون المسرحية حيث قدم عدداً من المسرحيات مع الفرق الخاصة والاهلية، كما في عام 1994 شارك بمسلسل عبد الله البري وعبد الله البحري مع عبد الرحمن العقل وعلي جمعة وباسمة حمادة الذي يعتبر من أهم أعماله.

## أعماله

### من مسرحياته
- فرسان المناخ.
- طاح مخروش.
- قرقيعان.
- يواش يواش.
- كامل الدسم.
- تويتي.
- حب في الفلوجة.
- نبيك تفوز.
- نصب واحتيال.
- على قشر موز.
- باي باي عرب.
- كشمش.
- استجواب.
- الأخوين الشريرين.

### من مسلسلاته
- فتى الاحلام.
- لعبة القدر.
- عبد الله البري وعبد الله البحري.
- شحيت ومحيت.
- دلق سهيل - جزئين.
- قرقيعان - 3 أجزاء.
- زارع المشموم.
- شبابيك.
- كاني وماني.
- دندرمة.
- أيوب.
- سوق المقاصيص.
- لاهوب.
- بوهباش.
- بو قلبين.
- عش الزوجية.
- خذ وخل.
- الناس اجناس

## تكريمه
كرم في حفل أقامته فرقة المسرح الكويتي بمناسبة شفاءه حضره الفنان عبد الحسين عبد الرضا.

## مرضه ووفاته
بدأ معاناته مع المرض في عام 2007 عندما عاد من عرضه لمسرحية يواش يواش في دبي، حيث شعر بألم في اللوزتين واعتقد بأنها حالة عرضية فذهب إلى الصيدلية لشراء مضاد حيوي ليتغلب على الألم، واستمرت الآلام معه فذهب إلى أحد المستشفيات حيث تحولت الآلام التي كان يشعر بها إلى ورم بحجم الليمون، وتم إجراء له الأشعة ولم يظهر أي شيء، فتم تحويله إلى أحد الأطباء الجراحين، وقال له بأن مرضه هذا هو آلام أسنان، فحوله إلى طبيب الأسنان، الذي قال له بأن مرضه يحتاج إلى جراحة، فأرجعه إلى الطبيب الجراح الذي وصف له مضاد حيوي جعل الورم يتضخم، وتم تحويله إلى مستشفى حسين مكي جمعة المتخصص في الأورام، ومكث فيه لمدة شهرين حتى خف المرض ، وفي ديسمبر 2008 أدخل العناية المركزة في مستشفى حسين مكي جمعة، وأصيب بنزيف دموي حاد أدى إلى وفاته  عن عمر ناهز 56 عاما.

### تأبينه
- بشار سلطان: لا أقول سوى الله يرحمك يا يبه، ويغمد روحك الجنة، فهو كان إنسانا طيب القلب يحب الخير للجميع، ولا يحمل بقلبه حقداً أو ضغينة لأي أحد، وسمعته كانت طيبة في المجال الفني، وجميع الفنانين أصدقائه
- داود حسين: لقد فقدت أخا وصديقاً لازمني على مدار 35 عاما وهو قريب مني لدرجة كبيرة جدا وآخر الأيام كنا على تواصل خصوصا عندما كان طريح الفراش في المستشفى حيث كنت أزوره بشكل شبه يومي للاطمئنان على صحته ولا أنسى أيامنا الأخيرة في مسرحية «قرقيعان» حيث كان هو منبع الابتسامة البريئة ومثالا للفنان المحب لعمله وفنه.[5]
- علي جمعة: فقدت زميل درب وشخصا غاليا جدا على قلبه مضيفا أن الراحل هو شقيقه الذي لم تلده أمه واصفا إياه بأنه ذو أخلاق حميدة ودائم التواجد مع محبيه من الأهل والأصدقاء.[5]
- أحمد السلمان: علي السلطان إنسان قبل أن يكون فنانا، وهو فنان بمعنى الكلمة يحب ويحترم جمهوره مؤكدا أن الساحة الفنية قد فقدت مخرجا وممثلا وكاتبا كبيرا.[5]
- عبد الرحمن العقل: مع الأسف إنني لست موجوداً حاليا في البلاد، وتمنيت حضور جنازة الفنان الغالي علي سلطان، لكن قدر الله وما شاء فعل، وأتذكر آخر عمل جمعني معه كان «أيوب» الذي عرض أخيرا على شاشة «الراي»، إضافة إلى أعمال كثيرة
- حسن البلام: فقدنا أخا بمعنى الكلمة وفنانا صادقا.[5]
- أحمد جوهر: أعترف بأنني فقدت فنانا وإنسانا غاليا علينا، كان مثالاً للفنان الخلوق والحريص على عمله، لكن المرض كان أقوى منه وهزمه.[7]
- أحمد إيراج: لم أسمع في يوم من الأيام أنه كان على خلاف مع أحد، فقد كان مسالما مع الجميع.[7]
- محمد الرشيد: في أغلب أعمالي المسرحية كنت أحرص على أن يكون الفنان الراحل علي سلطان أحد أبطال المسرحية، وكنت أرتاح كثيراً لوجوده على خشبة المسرح لما يمتلكه من خفة الدم تميزه عن غيره من الفنانين، إضافة إلى أنه كان فناناً ملتزماً بفنه وقضايا مجتمعه، ويحترم زملاءه الفنانين كثيرا.[7]

## روابط خارجية
- علي سلطان (ممثل كويتي) على موقع IMDb (الإنجليزية)
- علي سلطان (ممثل كويتي) على موقع قاعدة بيانات الأفلام العربية